# Allmänna Idrottsklubben Fotboll 2015
Questa voce raccoglie le informazioni riguardanti l'Allmänna Idrottsklubben Fotboll, meglio conosciuto come AIK, nelle competizioni ufficiali della stagione 2015.

## Maglie e sponsor
Lo sponsor tecnico per la stagione 2015 è Adidas, mentre il main sponsor ufficiale è la marca di birra Åbro. I modelli delle divise sono gli stessi dell'anno precedente. La prima divisa presenta una maglia nera con inserti gialli, pantaloncini bianchi (talvolta neri) e calzettoni gialloneri. La divisa di riserva è bianca con inserti gialloneri, pantaloncini bianchi e calzettoni bianchi.
| Casa | Trasferta |

## Rosa
| N. |                        | Ruolo | Calciatore                     |
| -- | ---------------------- | ----- | ------------------------------ |
| 2  | Finlandia (bandiera)   | D     | Sauli Väisänen                 |
| 3  | Svezia (bandiera)      | D     | Per Karlsson                   |
| 4  | Svezia (bandiera)      | D     | Nils-Eric Johansson (capitano) |
| 5  | Svezia (bandiera)      | C     | Panajotis Dimitriadis          |
| 7  | Norvegia (bandiera)    | A     | Fredrik Brustad                |
| 8  | Svezia (bandiera)      | C     | Johan Blomberg                 |
| 9  | Svezia (bandiera)      | A     | Marko Nikolić                  |
| 10 | Svezia (bandiera)      | A     | Henok Goitom (vice capitano)   |
| 11 | Svezia (bandiera)      | A     | Nabil Bahoui                   |
| 12 | Islanda (bandiera)     | D     | Haukur Hauksson                |
| 13 | Canada (bandiera)      | P     | Kenny Stamatopoulos            |
| 14 | Inghilterra (bandiera) | C     | Kenny Pavey                    |
| 16 | Brasile (bandiera)     | D     | Alessandro Pereira             |

| N. |                         | Ruolo | Calciatore          |
| -- | ----------------------- | ----- | ------------------- |
| 17 | Ghana (bandiera)        | C     | Ebenezer Ofori      |
| 18 | Svezia (bandiera)       | D     | Noah Sonko Sundberg |
| 20 | Nigeria (bandiera)      | C     | Dickson Etuhu       |
| 23 | Sierra Leone (bandiera) | A     | Mohamed Bangura     |
| 24 | Svezia (bandiera)       | C     | Stefan Ishizaki     |
| 25 | Svezia (bandiera)       | C     | Sam Lundholm        |
| 26 | Paesi Bassi (bandiera)  | D     | Jos Hooiveld        |
| 28 | Svezia (bandiera)       | C     | Niclas Eliasson     |
| 29 | Svezia (bandiera)       | C     | Anton Salétros      |
| 32 | Ghana (bandiera)        | D     | Patrick Kpozo       |
| 34 | Svezia (bandiera)       | P     | Oscar Linnér        |
| 35 | Svezia (bandiera)       | P     | Patrik Carlgren     |

## Risultati

### Allsvenskan

#### Girone di andata
| Arbitro: | Andreas Ekberg (Lund) |

|                         |           |                 |
| Goitom 59’ Blomberg 72’ | Marcatori | 83’ Fagercrantz |

| Malmö 9 aprile 2015, ore 19:05 2ª giornata | Malmö FF                  | 0 – 0 referto | AIK | Swedbank Stadion\| Arbitro: \| Stefan Johannesson (Täby) \| |
| Arbitro:                                   | Stefan Johannesson (Täby) |               |     |                                                             |

| Arbitro: | Bojan Pandžić (Hisings Backa) |

|                                    |           |                      |
| Blomberg 1’ Goitom 79’ Bangura 84’ | Marcatori | 56’ (aut.) Johansson |

| Arbitro: | Michael Lerjéus (Skövde) |

|                                  |           |                      |
| Claesson 8’ Frick 16’ Zeneli 21’ | Marcatori | 2’ Bahoui 18’ Bahoui |

| Arbitro: | Andreas Ekberg (Lund) |

|                                   |           |  |
| Bahoui 30’ Goitom 35’ Brustad 71’ | Marcatori |  |

| Arbitro: | Kristoffer Karlsson (Höganäs) |

|                   |           |             |
| Owoeri 83’ (rig.) | Marcatori | 69’ Brustad |

| Arbitro: | Mohammed Al-Hakim (Västerås) |

|                               |           |  |
| Goitom 56’ Sonko Sundberg 75’ | Marcatori |  |

| Arbitro: | Stefan Johannesson (Täby) |

|                         |           |                          |
| Goitom 34’ Väisänen 37’ | Marcatori | 33’ Fransson 49’ Kujović |

| Arbitro: | Jonas Eriksson (Sigtuna) |

|                                        |           |  |
| Vibe 38’ Karlsson 67’ (aut.) Boman 70’ | Marcatori |  |

| Arbitro: | Stefan Johannesson (Täby) |

|                       |           |                            |
| Mrabti 54’ Mrabti 83’ | Marcatori | 3’ Johansson 45+1’ Bangura |

| Arbitro: | Markus Strömbergsson (Gävle) |

|                                          |           |             |
| Bahoui 37’ (rig.) Bahoui 67’ Bangura 77’ | Marcatori | 42’ Simović |

| Arbitro: | Martin Hansson (Holmsjö) |

|                                              |           |                               |
| Etuhu 26’ Blomberg 50’ Goitom 71’ Goitom 75’ | Marcatori | 32’ Rodevåg 47’ Vall 73’ Keat |

| Göteborg 6 giugno 2015, ore 16:00 13ª giornata | Häcken                       | 0 – 0 referto | AIK | Gamla Ullevi\| Arbitro: \| Mohammed Al-Hakim (Västerås) \| |
| Arbitro:                                       | Mohammed Al-Hakim (Västerås) |               |     |                                                            |

| Kalmar 5 luglio 2015, ore 17:30 14ª giornata | Kalmar               | 0 – 0 referto | AIK | Guldfågeln Arena\| Arbitro: \| Per Melin (Kävlinge) \| |
| Arbitro:                                     | Per Melin (Kävlinge) |               |     |                                                        |

| Arbitro: | Stefan Johannesson (Täby) |

|                                                 |           |          |
| Goitom 26’ Bangura 45+1’ Goitom 72’ Brustad 85’ | Marcatori | 4’ Dibba |

#### Girone di ritorno
| Arbitro: | Martin Hansson (Holmsjö) |

|                                            |           |            |
| J. Larsson 21’ J. Larsson 62’ Smárason 89’ | Marcatori | 60’ Goitom |

| Arbitro: | Mohammed Al-Hakim (Västerås) |

|                                               |           |                           |
| Goitom 10’ Bangura 23’ Pereira 35’ Goitom 40’ | Marcatori | 63’ Prodell 63’ Lundevall |

| Arbitro: | Mohammed Al-Hakim (Västerås) |

|               |           |                        |
| Wahlqvist 68’ | Marcatori | 23’ Bangura 59’ Goitom |

| Arbitro: | Markus Strömbergsson (Gävle) |

|             |           |  |
| Bangura 64’ | Marcatori |  |

| Arbitro: | Johan Hamlin (Bro) |

|                           |           |              |
| Blomberg 10’ Blomberg 38’ | Marcatori | 72’ Eriksson |

| Arbitro: | Mohammed Al-Hakim (Västerås) |

|              |           |                            |
| Williams 74’ | Marcatori | 41’ Johansson 90’ Blomberg |

| Arbitro: | Andreas Ekberg (Lund) |

|               |           |  |
| Johansson 32’ | Marcatori |  |

| Arbitro: | Bojan Pandžić (Hisings Backa) |

|                          |           |                                               |
| Svensson 54’ Rodevåg 89’ | Marcatori | 44’ Brustad 53’ Goitom 65’ Goitom 75’ Bangura |

| Arbitro: | Johan Hamlin (Bro) |

|                       |           |                |
| Brustad 20’ Etuhu 25’ | Marcatori | 39’ Jeremejeff |

| Arbitro: | Mohammed Al-Hakim (Västerås) |

|  |           |                          |
|  | Marcatori | 38’ Pereira 85’ Hooiveld |

| Arbitro: | Jonas Eriksson (Sigtuna) |

|                |           |  |
| Israelsson 88’ | Marcatori |  |

| Arbitro: | Stefan Johannesson (Täby) |

|                         |           |           |
| Goitom 12’ Ishizaki 61’ | Marcatori | 45’ Rodić |

| Arbitro: | Glenn Nyberg (Borlänge) |

|  |           |                       |
|  | Marcatori | 90+4’ (aut.) Ali Khan |

| Arbitro: | Andreas Ekberg (Lund) |

|            |           |                         |
| Goitom 19’ | Marcatori | 21’ Engvall 59’ Engvall |

| Arbitro: | Bojan Pandžić (Hisings Backa) |

|             |           |            |
| Broberg 40’ | Marcatori | 60’ Goitom |

### Svenska Cupen 2014-2015

#### Gruppo 3
| Arbitro: | Stefan Johannesson (Täby) |

|                                                         |           |  |
| Johansson 39’ Sonko Sundberg 45’ Goitom 59’ Bangura 73’ | Marcatori |  |

| Arbitro: | Andreas Ekberg (Lund) |

|  |           |                                      |
|  | Marcatori | 28’ Väisänen 50’ Lundholm 59’ Bahoui |

| Arbitro: | Michael Lerjéus (Skövde) |

|           |           |                                    |
| Goitom 8’ | Marcatori | 14’ (rig.) Bakircioglu 62’ Persson |

### Svenska Cupen 2015-2016
| Arbitro: | Johan Krantz (Uppsala) |

|  |           |                                                                            |
|  | Marcatori | 45’ Brustad 51’ Bangura 56’ Brustad 82’ Salétros 84’ Eliasson 90+1’ Goitom |

### UEFA Europa League 2015-2016

#### Turni preliminari
| Arbitro: | Marius Avram |

|                            |           |                              |
| Ćatović 45+3’ Seabrook 65’ | Marcatori | 70’ Bahoui 83’ (rig.) Bahoui |

| Arbitro: | Gunnar Jarl Jónsson |

|                                             |           |  |
| Goitom 14’ Bangura 54’ Goitom 59’ Ofori 85’ | Marcatori |  |

| Arbitro: | Vladimír Vnuk |

|                              |           |  |
| Goitom 29’ Goitom 83’ (rig.) | Marcatori |  |

| Arbitro: | Sándor Szabó |

|  |           |                         |
|  | Marcatori | 14’ Goitom 25’ Ishizaki |

| Arbitro: | Christian Dingert |

|                   |           |                                                |
| Goitom 70’ (rig.) | Marcatori | 3’ Napoleoni 15’ Marcelinho 80’ (rig.) Umbides |

| Arbitro: | Artëm Kučin |

|                |           |  |
| Marcelinho 67’ | Marcatori |  |